# Ország Mihály
Ország Mihály (Esztergom, 1930. október 31. – ?, 2010. augusztus 13.) állatorvos, madárhanggyűjtő.

## Élete
Eredetileg állatorvos volt, majd 1957-től a vágóhídon, 1972-től az MTA Növényvédelmi Kutatóintézet állathang gyűjteményében dolgozott. 1980 és 1983 között a Magyar Tudományos Akadémia állathangkutató csoportjának munkatársa volt, majd 1995-ös nyugdíjazásáig a Fővárosi Állat- és Növénykert tudományos főmunkatársaként működött. Emellett 1964-től szabad idejében madár- és más állathangok gyűjtésével foglalkozott, amelyek egy részét (Madárénekek a Kárpát-medencéből, Magyarország békahangjai, Magyarország vadon élő emlősei, Állatok a ház körül) CD-lemezen ki is adta. 
Bár 1984-ben baleset következtében egyik, majd 2002-ben Lyme-kór és cukorbetegség miatt másik szemére is megvakult, nyugdíjas éveiben is aktív maradt, és haláláig rendszerezte komoly gyűjteményét.
Érdekesség, hogy ő volt a Pasaréti téri templom, később pedig – amíg fizikai ereje engedte – a Bakáts téri templom orgonistája is.
2010-ben hunyt el hosszú szenvedés után 79 éves korában. Az Új köztemetőben helyezték örök nyugalomra.

## Elismerései
Munkásságát Pro Natura emlékéremmel ismerték el, mint IX. kerületi lakost az önkormányzat Ferencváros érdemrenddel tüntette ki.

## Művei
Állattartási könyve (Mindent lehet, de krokodilt azt nem) is sikeres alkotás volt műfajában. Többet ér az áránál címmel filmet készített.